# 漢中市
漢中市（かんちゅう-し）は中華人民共和国陝西省に位置する地級市。

## 地理

### 気候
涼しい亜熱帯気候に属する。北界の秦嶺山脈、南界の巴山、その間漢水の流域は“西北の小さい江南”と呼ばれる漢中盆地を形成する。秦嶺山地が阻むため、寒波は侵入しにくく、気候は温暖湿潤、物産が豊富で、景色は美しい。秦巴山区には豊かな原始林があり、パンダ、トキ、キンシコウ、ターキン、チュウゴクオオサンショウウオなどの稀少動物が生存する。

### 河川
漢水は市内嶓冢山を水源とする。その他に嘉陵江がある。いずれも長江の重要な支流である。

## 歴史
県名は漢水の中部に位置することによる。旧称は南鄭とも称し、その存在は前771年までさかのぼることができる。『水経注』には「南鄭之号、始于桓公。桓公死于犬戎、其民南奔、故以南鄭称」との記載がある。

## 行政区画
2市轄区・9県を管轄する。
- 市轄区：
  - 漢台区・南鄭区
- 県：
  - 城固県・洋県・仏坪県・西郷県・鎮巴県・勉県・寧強県・略陽県・留壩県

| 漢中市の地図                                                             |
| ------------------------------------------------------------------------ |
| 漢台区 南鄭区 城固県 洋県 西郷県 勉県 寧強県 略陽県 鎮巴県 留壩県 仏坪県 |

### 年表
この節の出典

#### 陝南行政区
- 1949年10月1日 - 中華人民共和国陝西省陝南行政区が成立。南鄭県・寧強県・仏坪県・西郷県・留壩県・略陽県・城固県・褒城県・沔県・洋県・鎮巴県・安康県・漢陰県・洵陽県・白河県・平利県・鎮坪県・紫陽県・石泉県・寧陝県・嵐皋県を直轄する。(21県)
- 1949年11月28日 - 安康県の一部が分立し、安康市が発足。(1市21県)
- 1949年12月 - 安康市・安康県・漢陰県・洵陽県・白河県・平利県・鎮坪県・紫陽県・石泉県・寧陝県・嵐皋県が陝南行政区安康分区に編入。(11県)
- 1949年12月8日 - 南鄭県の一部が分立し、南鄭市が発足。(1市11県)
- 1950年5月2日 - 宝鶏分区鳳県を編入。(1市12県)
- 1950年5月 (1市12県)
  - 褒城県の一部が留壩県に編入。
  - 洋県の一部が仏坪県に編入。
- 1950年10月 - 南鄭県の一部が城固県に編入。(1市12県)
- 1951年11月20日 - 南鄭市・南鄭県・寧強県・仏坪県・西郷県・留壩県・略陽県・城固県・褒城県・沔県・洋県・鎮巴県・鳳県が南鄭専区に編入。

#### 南鄭専区
- 1951年11月20日 - 陝南行政区南鄭市・南鄭県・寧強県・仏坪県・西郷県・留壩県・略陽県・城固県・褒城県・沔県・洋県・鎮巴県・鳳県を編入。南鄭専区が成立。(1市12県)
- 1953年2月 (1市12県1中心区)
  - 寧強県・褒城県・南鄭県の各一部が合併し、黎坪中心区が発足。
  - 留壩県・仏坪県・鳳県の各一部が宝鶏専区岐山県・宝鶏県・郿県の各一部と合併し、宝鶏専区太白中心区となる。
- 1953年6月1日 - 南鄭市が省直轄県級行政区となる。(12県1中心区)
- 1953年6月 (12県1中心区)
  - 鳳県・洋県の各一部が宝鶏専区太白中心区に編入。
  - 沔県の一部が黎坪中心区に編入。
- 1953年10月24日 - 南鄭専区が漢中専区に改称。南鄭市が漢中市に改称。

#### 漢中地区
- 1953年10月 - 寧強県の一部が沔県に編入。(12県1中心区)
- 1954年9月 - 洋県の一部が仏坪県に編入。(12県1中心区)
- 1954年10月 - 鳳県の一部が宝鶏専区宝鶏県に編入。(12県1中心区)
- 1954年10月9日 - 四川省達県専区通江県の一部が南鄭県に編入。(12県1中心区)
- 1956年7月 (12県1中心区)
  - 褒城県の一部が黎坪中心区に編入。
  - 西郷県の一部が安康専区石泉県に編入。
- 1956年8月 (12県1中心区)
  - 褒城県・略陽県の各一部が沔県に編入。
  - 沔県の一部が褒城県・略陽県に分割編入。
  - 仏坪県の一部が洋県に編入。
  - 西郷県の一部が安康専区石泉県に編入。
  - 鎮巴県の一部が西郷県に編入。
- 1956年10月 - 南鄭県の一部が漢中市に編入。(12県1中心区)
- 1956年11月26日 (12県1中心区)
  - 略陽県の一部(郭鎮区大南峪郷および木瓜園郷・大草壩郷の各一部)が甘粛省武都専区康県に編入。
  - 甘粛省武都専区康県の一部(雲台区窯坪郷・鄭家湾郷の各一部)が略陽県に編入。
- 1956年12月 - 寧強県の一部が略陽県に編入。(12県1中心区)
- 1957年2月23日 - 四川省綿陽専区旺蒼県の一部が黎坪中心区に編入。(12県1中心区)
- 1957年5月 - 西郷県の一部が安康専区石泉県に編入。(12県1中心区)
- 1957年10月 - 寧強県の一部が沔県に編入。(12県1中心区)
- 1958年5月 - 鳳県の一部が沔県に編入。(12県1中心区)
- 1958年11月4日 - 漢中市を編入。(1市12県1中心区)
- 1958年11月21日 (1市8県)
  - 留壩県が鳳県・漢中市に分割編入。
  - 南鄭県が漢中市に編入。
  - 黎坪中心区が漢中市・沔県・寧強県に分割編入。
  - 褒城県が漢中市・沔県に分割編入。
  - 仏坪県が洋県・盩厔県、安康専区石泉県に分割編入。
- 1959年1月 - 城固県の一部が漢中市に編入。(1市8県)
- 1959年5月 - 洋県の一部が宝鶏市に編入。(1市8県)
- 1960年12月15日 - 鳳県が宝鶏市に編入。(1市7県)
- 1960年12月 - 宝鶏市鳳県の一部が漢中市に編入。(1市7県)
- 1961年8月16日 (1市10県)
  - 漢中市の一部が分立し、南鄭県が発足。
  - 漢中市・沔県の各一部が宝鶏市鳳県の一部と合併し、留壩県が発足。
  - 洋県の一部が咸陽市盩厔県の一部と合併し、仏坪県が発足。
- 1961年9月 - 咸陽専区盩厔県の一部が仏坪県に編入。(1市10県)
- 1961年12月 - 西郷県の一部が安康専区石泉県に編入。(1市10県)
- 1962年4月 - 仏坪県の一部が咸陽専区盩厔県に編入。(1市10県)
- 1963年6月1日 - 漢中市が省直轄県級行政区となる。(10県)
- 1964年6月5日 - 漢中市を編入。(11県)
  - 漢中市が県制施行し、漢中県となる。
- 1964年8月29日 - 沔県が勉県に改称。(11県)
- 1969年10月 - 漢中専区が漢中地区に改称。(11県)
- 1980年7月18日 - 漢中県が市制施行し、漢中市となる。(1市10県)
- 1996年2月21日 - 漢中地区が地級市の漢中市に昇格。

#### 漢中市
- 1996年2月21日 - 漢中地区が地級市の漢中市に昇格。(1区10県)
  - 漢中市が区制施行し、漢台区となる。
- 2017年7月18日 - 南鄭県が区制施行し、南鄭区となる。(2区9県)

## 交通

### 航空
- 漢中城固空港

### 鉄道
- 中国鉄路総公司
  - 西成旅客専用線

- 寧強南駅 - 新集駅 - 漢中駅 - 城固北駅 - 洋県西駅 - 仏坪駅 -
  - 宝成線

- 白水江駅 - 紅衛壩駅 - 馬蹄湾駅 - 徐家坪駅 - 横現河駅 - 略陽駅 - 王家沱駅 - 楽素河駅 - 高潭子駅 - 巨亭駅 - 陽平関駅 - 燕子砭駅 - 丁家壩駅 -
  - 陽安線

陽平関駅 - 陽平関東駅 - 徐家壩駅 - 代家壩駅 - 響水駅 - 寧強駅 - 青羊駅駅 - 小寨駅 - 勉西駅 - 勉県駅 - 欧家坡駅 - 史寨駅 - 褒河駅 - 漢中駅 - 王家坎駅 - 治江駅 - 城固駅 - 洋県駅 - 晏家壩駅 - 五堵門駅 - 沙河坎駅 - 馬踪灘駅 - 賈家河駅 - 西郷駅 - 白竜塘駅 - 三花石駅 - 茶鎮駅 -
  - 襄渝線

- 巴山駅 -

### 道路
- G108国道、G316国道（中国語版）、G210国道、西漢高速道路（西安－漢中）

## 姉妹都市・提携都市
- 日本・島根県出雲市 - 1996年11月2日友好都市提携

## 教育
- 陝西理工大学